# Benthophilus casachicus
A Benthophilus casachicus a sugarasúszójú halak (Actinopterygii) osztályának sügéralakúak (Perciformes) rendjébe, ezen belül a gébfélék (Gobiidae) családjába és a Benthophilinae alcsaládjába tartozó faj.

## Előfordulása
A Benthophilus casachicus eurázsiai halfaj, amely a Kaszpi-tengerben és a Volga deltájában található meg.

## Megjelenése
Ez a hal legfeljebb 7,6 centiméter hosszú.

## Életmódja
Mérsékelt övi, édesvízi gébféle, amely főleg a folyótorkolatban és part menti vizekben tartózkodik.